# Vulpix
Vulpix (japanski: ロコン Rokon) jedan je od 1025 fiktivnih vrsta Pokémona iz medijske franšize Pokémon, skupa Pokémon videoigara, animiranih serija, manga stripova, knjiga, igraćih karata i drugih medija kojima je tvorac Satoshi Tajiri. Svrha je Vulpixa u videoigrama, animiranoj seriji i manga stripovima, kao i svrha ostalih Pokémona, borba s divljim Pokémonima – neukroćenim stvorenjima koje igrači i likovi pronalaze dok kreću na razne avanture – i pripitomljenim Pokémonima drugih Pokémon trenera.

## Etimologijaimena
Ime "Vulpix" kombinacija je riječi "vulpes" (ili "vulpine") i "six" = šest. "Vulpes" je latinska riječ koja označava rod lisica u sistematici, a engleska riječ "six" označava broj repova koje Vulpix ima. Isto tako, Vulpixovo ime možda dolazi od Vulkana (grč. Hefestus, Hefestatus), rimskog boga vatre, vulkana i kovača u rimskoj mitologiji. 
Njegovo japansko ime, Rokon, kombinacija je dviju japanskih riječi, "Roku" i "Kon". "Roku" je japanska riječ za broj šest (šest Vulpixovih repova). "Kon" dolazi od japanske onomatopejske riječi "kon kon" koja opisuje lajanje lisica (Mnoge japanske bajke za djecu pričaju u malenim lisicama imena "Kon"). 
U početku, Vulpix se, izvan Japana, trebao zvati "Foxfire", što doslovno znači vatrena lisica.

## Pokédex podaci
- Pokémon Red/Blue: Nakon rođenja, ovaj Pokémon ima samo jedan rep. Tijekom odrastanja, rep ovog Pokémona počinje se rastavljati na šest dijelova.
- Pokémon Yellow: Njegovo krzno i repovi smatraju se prekrasnima. Tijekom odrastanja, njegov se rap rastavlja na još više dijelova.
- Pokémon Gold: Tijekom odrastanja, njegov bijeli rep poprima boju i dijeli se na šest dijelova. Prilično je umiljat i topao.
- Pokémon Silver: Ako je napadnut od strane neprijatelja koji je snažniji od njega samog, odglumit će ozljedu kako bi umaknuo.
- Pokémon Crystal: Tijekom svog odrastanja, njegovih šest repova postaju sve ljepši, s bogatijim slojem krzna.
- Pokémon Ruby/Sapphire: Nakon rođenja, Vulpix ima samo jedan bijeli rep. Rep se kasnije rastavlja na šest dijelova ako ovaj Pokémon dobiva dovoljno ljubavi od svog trenera. Šest repova postaju prekrasno zavijeni.
- Pokémon Emerald: Može slobodoumno kontrolirati vatru, stvarajući vatrene kugle poput lutajućeg svijetla. Netom prije evolucije, njegovih šest repova postaju vrući kao da gore.
- Pokémon FireRed: Dok je još mlad, ima šest prekrasnih repova. Kako raste, iz baze repa proizlazi još nekoliko repova.
- Pokémon LeafGreen: Nakon rođenja, ima jedan snježno bijeli rep. Rep se kasnije rastavlja iz baze na više dijelova kako raste.
- Pokémon Diamond/Pearl: Kontrolira vatrene lopte. Kako raste, njegovih šest repova razdvajaju se iz baze u još nekoliko repova.

## U videoigrama
Vulpix je poznat po tome što ga u nekim igrama ima napretek, dok ga u drugima gotovo i nema, ili ga ima, ali u jako malom broju. 
U Pokémon Blue, može ga se pronaći u Pokémon vili i duž Staze 7 i 8, ali u Pokémon Red treba se izvršiti razmjena da bi ga se dobilo. Može ga se kupiti u gradu Celadonu, u Pokémon Yellow videoigri. Najčešći je u Pokémon Silver videoigri, gdje ga se može pronaći na Stazama 7, 8, 36 i 37. Vulpixa se uopće ne može pronaći u divljini u Pokémon Gold i Crystal videoigrama. U Pokémon Ruby, Sapphire i Emerald, može ga se pronaći na vrhu Planine Pyre, doduše, u malom broju jer je veoma rijedak. U Pokémon LeafGreen može ga se pronaći blizu grada Saffrona i u Pokémon vili. U Pokémon XD: Gale of Darkness, jednog se može ukrasti od Cipher Peon Mesina. 
Vulpix ima prosječan Special Attack i Special Defense, ali su mu HP, Defense i Attack veoma slabi, u 20% najnižih u Pokémon svijetu. Kao i većina Pokémona koji se razvijaju kamenjem, Vulpix ne uči nove napade nakon evolucije, bar ne prirodnim putem.

## Tehnike
| Prirodne tehnike                  | Prirodne tehnike | Prirodne tehnike |
| --------------------------------- | ---------------- | ---------------- |
| Tehnika                           | Vrsta tehnike    | Razina           |
| Žeravica (Ember)                  | Vatreni          |                  |
| Zamah repom (Tail Whip)           | Normalni         | 4                |
| Rika (Roar)                       | Normalni         | 7                |
| Brzi napad (Quick Attack)         | Normalni         | 11               |
| Lutajuće svijetlo (Will-o-wisp)   | Vatreni          | 14               |
| Zbunjujuća zraka (Confuse Ray)    | Duh              | 17               |
| Zarobljivanje (Imprison)          | Psihički         | 21               |
| Bacač plamena (Flamethrower)      | Vatreni          | 24               |
| Tjelesni čuvar (Safeguard)        | Normalni         | 27               |
| Naplata (Payback)                 | Mračni           | 31               |
| Vatreni vrtlog (Fire Spin)        | Vatreni          | 34               |
| Očaravanje (Captivate)            | Normalni         | 37               |
| Zamjerka (Grudge)                 | Duh              | 41               |
| Ekstraosjetljivost (Extrasensory) | Psihički         | 44               |
| Vatrena eksplozija (Fire Blast)   | Vatreni          | 47               |

## Statistike
| HP:      | 38 |  |
| Attack:  | 41 |  |
| Defense: | 40 |  |
| Special: | 65 |  |
| SpAtk:   | 50 |  |
| SpDef:   | 65 |  |
| Speed:   | 65 |  |

Statistika Special korištena je samo tijekom prve generacije; kasnije je podijeljenja na Special Attack i Special Defense statistike.

## U animiranoj seriji
U Pokémon animiranoj seriji, Brock, bivši Vođa Dvorane grada Pewtera i Ashov najbolji prijatelj, dobije Vulpixa od Pokémon uzgajivačice imena Suzy.
Mnogo epizoda kasnije, kada je ponovo sreo Suzy, Brock joj je vratio Vulpixa, unatoč njezinu negodovanju, jer je i dalje smatrala da Brock odlično odgaja Vulpixa. Vulpix je imao gotovo najviše borbi tijekom svog prikazivanja od svih Brockovih Pokémona. Smatralo ga se Brockovim "Pikachuom". Njegov potpisni napad bio je Vatreni vrtlog.